# Амстердамский барочный оркестр и хор
Амстердамский барочный оркестр и хор (англ. Amsterdam Baroque Orchestra & Choir) — нидерландский исполнительский коллектив (барочный оркестр и хор), работающий в русле аутентичного исполнительства. Специализируется на музыке эпохи барокко. 
Коллектив обязан своим возникновением крупному представителю аутентичного движения, органисту и клавесинисту Тону Копману (вариант орфографии — Коопман). В 1979 Копман основал ансамбль старинных инструментов (барочный оркестр), в 1992 добавил к нему камерный хор (и современное название). С 1992 барочный оркестр Копмана выступал и записывался с хором, но также как отдельный коллектив под брендом «Амстердамский барочный оркестр» (Amsterdam Baroque Orchestra).
Коллектив Копмана гастролировал по всему миру — в Консертгебау (Амстердам), в Барбикан-центре (Лондон), в Концертхаусе (Вена), в Линкольн-центре (Нью-Йорк, 2006); в России выступал в 2008 (Москва, БЗК). Принимал участие в международных музыкальных фестивалях — Би-Би-Си Промс (Лондон, с 1987), Oude Muziek (Утрехт, 1992), La Folle Journée (Нант, 2009), Фестиваль барочной музыки в Амброне и др.
Амстердамский барочный оркестр и хор участвовал в двух грандиозных проектах аудиозаписи, осуществлённых Копманом на нидерландском лейбле Challenge Records: полное собрание (церковных и светских) кантат И.С. Баха (1995-2005, 67 дисков), полное собрание Д. Букстехуде (2005-2014, 20 дисков). Также записывал музыку Г.И.Ф. Бибера, Г.Ф. Генделя, Г.Ф. Телемана, М.А. Шарпантье, венских классиков. В записях коллектива принимали участие известные вокалисты, среди которых Сандрин Пьо, Барбара Шлик, Дебора Йорк, Майкл Чанс, Андреас Шолль, Натали Штуцман, Кай Вессель, Пол Эгнью, Джеймс Гилкрист, Кристоф Прегардьен, Герд Тюрк, Клаус Мертенс.